# Churinga metaxantha
Churinga metaxantha is een vlinder uit de familie van de spinneruilen (Erebidae). De wetenschappelijke naam van deze soort is voor het eerst voorgesteld als Macrobrochis metaxantha door George Francis Hampson in een publicatie uit 1895.
De soort komt voor in India (Uttarakhand) en Bhutan.